# Canal Street (stacja metra na Broadway – Seventh Avenue Line)
Canal Street – stacja metra nowojorskiego, na linii 1 i 2. Znajduje się w dzielnicy Manhattan, w Nowym Jorku i zlokalizowana jest pomiędzy stacjami Houston Street i Franklin Street. Została otwarta 1 lipca 1918.